# Palazzo Cecchini
Palazzo Cecchini è un edificio che sorge nel comune di Cordovado. Nato come complesso conventuale dei Domenicani, edificato a partire dai primi decenni del Settecento, utilizzando alcune preesistenze, divenne struttura privata nel XIX secolo assumendo l'odierna denominazione in onore della famiglia proprietaria.

## Storia

### Decisione del vescovo Vallaresso nel 1710
Nel 1710 a Cordovado il Vescovo Vallaresso deliberò l'istituzione del convento dei padri domenicani osservanti della congregazione del beato Giacomo Salomonico delle Zattere di Venezia. I Domenicani presero sede nelle case dei cappellani adattate a convento (corrispondenti agli attuali Palazzo Cecchini e Mainardi), dove si ricavavano il dormitorio, il refettorio, la sala capitolare, la foresteria, stanze per lavare e conservare il vestiario, le cucine, la dispensa, un primo chiostro e successivamente un altro chiostro nell'area dei novizi, intervenendo più volte con restauri, adattamenti ed ampliamenti (come ad esempio la costruzione di un muro per la chiusura dell'orto).

### Arrivo dei francesi
Nel 1723 la comunità religiosa si fece più allargata e poteva contare anche su una fornitissima ed importante biblioteca. Con l'arrivo dei Francesi del Generale Bernadotte nel maggio del 1797 e con l'avvio della municipalità, il convento iniziò un progressivo degrado: divenuto luogo di acquartieramento di truppe, come ospedale militare, fu oggetto di depredazioni di oggetti preziosi (quali gli arredi della chiesa) ed anche di documenti da parte della municipalità (definita dai cronisti del tempo come "Ginia" e "lupi affamati"). Il convento venne quindi soppresso dai provvedimenti napoleonici e i padri domenicani lasciarono per sempre Cordovado il 6 ottobre 1806. Tra il 1809 ed 1811 gli edifici furono acquistati da Vincenzo Marzin. I discendenti vendettero poi nel 1865 all'ingegner Francesco Cecchini la parte del palazzo adiacente al Santuario, che lo ristrutturò nella facciata, creando altresì un'ala interna e tutta una serie di locali (entro il 1887).

## Francesco Cecchini

### Storia e personalità
Ingegnere ferroviario e filantropo, nato nel 1819 e morto nel 1897, Francesco Cecchini, figlio di un medico e di una donna colta, condusse con profitto, probabilmente a Vienna, gli studi universitari, laureandosi prima in ingegneria ferroviaria e successivamente in scienze matematiche. Le testimonianze del tempo lo descrivono come "un uomo ben piantato, di bell'aspetto, elegantemente vestito, con capelli scuri, barba e baffi ad incorniciargli il volto squadrato". 
Pur rimanendo sempre profondamente legato a Cordovado, paese in cui volle mantenere la residenza sino alla fine dei suoi giorni, Cecchini viaggiò molto, in particolare in Austria. Destinò parte del patrimonio familiare a diversi progetti di tracciati ferroviari e al restauro di alcuni immobili Cordovadesi, tra i quali il Santuario ed il Municipio. 
Monarchico moderato, ricoprì la carica di Consigliere Comunale, ricoprendo poi per quindici anni la carica di sindaco del paese.
Cecchini fu profondamente legato all'attività benefica della Congregazione, ovvero del Pio Istituto Elemosiniere. 
In alcune generiche disposizioni testamentarie è poi documentato l'attaccamento del Cecchini all'universo dei lavoratori: "...il mio compito come sindaco sarà sempre quello di proteggere le classi degli operai, agricoltori e nulla abbienti. onde non vengono colpite da tasse comunali inique e non corrispondenti al loro stato economico...". 
Cecchini volle inoltre essere vicino ai piccoli ed ai bambini, nei quali ammirava candore, semplicità e modestia. È noto come, nei periodi di festività, egli girasse per le strade del paese a distribuire soldi ai giovanissimi, consigliandogli di investirli in dolci di vario genere o per il teatrino delle marionette. 
Cecchini, consulente speciale della Compagnia Ferroviaria, fece in modo che una delle più importanti arterie ferroviarie nel Veneto e Friuli, la Casarsa-Portogruaro, passasse in prossimità del paese di Cordovado. 
Dopo avere assicurato a Cordovado una valida via di comunicazione con la rete ferroviaria, finanziò e si occupò dell'allestimento di una piccola stazione.

### Testamento ed eredità
Di notevole importanza fu il testamento dell'ingegner Cecchini, anche per il grosso lascito a favore del Comune di Cordovado: 
Oltre al Palazzo, l'eredità morale più legata al nome Cecchini, per i Cordovadesi, è l'asilo comunale, che porta ancora il suo nome.

## Esterno

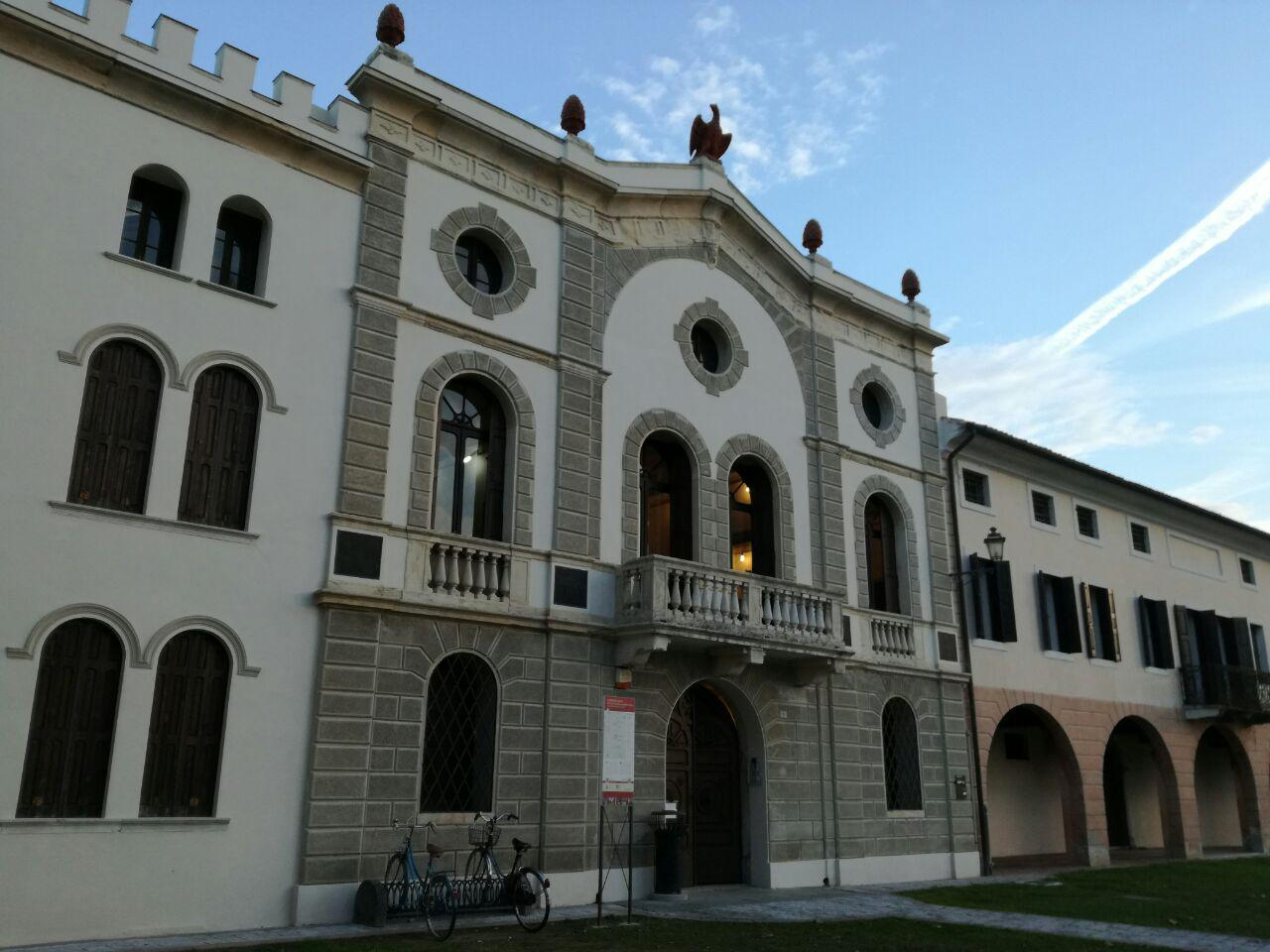
Esterno Palazzo Cecchini

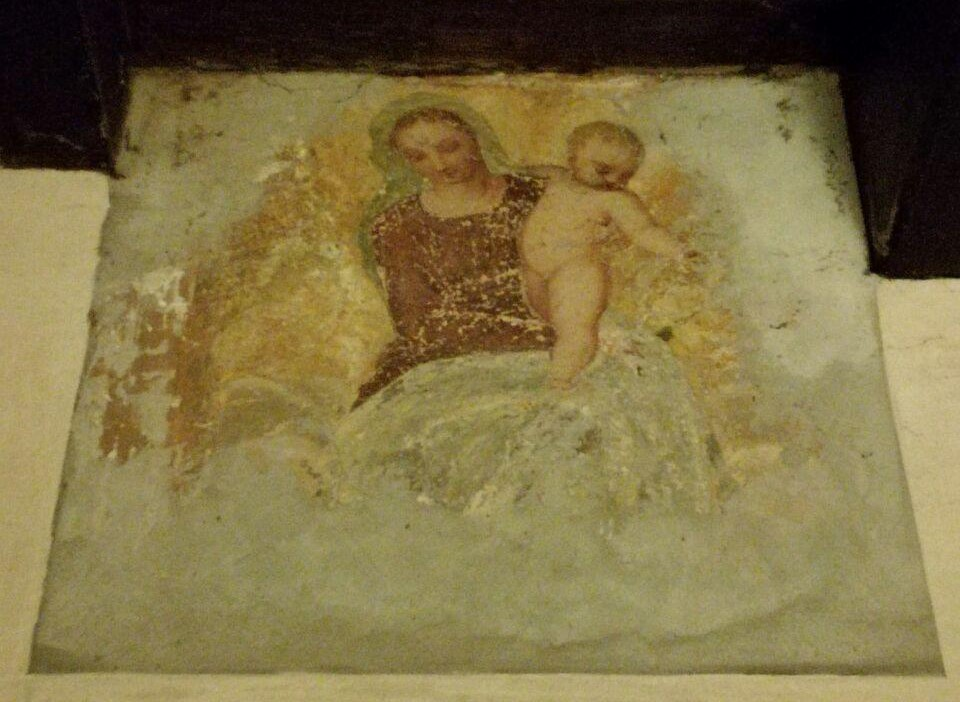
Madonna col bambino in gloria, Baldassar D'Anna, porticato di Palazzo Cecchini

Il Palazzo Cecchini è interposto tra il Santuario della Madonna delle Grazie, piccolo gioiello barocco costruito nel luogo d’apparizione della Madonna a Cordovado nel 1603, ed il Palazzo Mainardi, antico noviziato del convento ed attuale proprietà diocesana utilizzata come oratorio. L’intero complesso architettonico, inserito in un suggestivo scenario immerso nel verde della natura, è stato oggetto di numerosi interventi di restauro, che hanno consentito un recupero accurato e funzionale degli edifici, cui è stata riassegnata una funzione culturale e turistica per la comunità locale. 
La facciata medievaleggiante di Palazzo Cecchini ha di recente subito un ulteriore restauro, volto in particolare alla conservazione degli intonaci e del manto della copertura. All'interno di Palazzo Cecchini e di Palazzo Mainardi è ubicato il Parco dei Domenicani, che si caratterizza per i grandi alberi: una bisecolare sophora pendula, due sophora japonica situate nel parco Cecchini ed un bagolaro celtis australis, caratterizzante Parco Mainardi.
Di fronte all'entrata di Palazzo Cecchini è situato il piazzale della Madonna, che si contraddistingue per una raffigurazione in pietra del gioco antico del campanon, inserita su progetto dell'architetto Mario Liut tra il 1992 ed il 1993. L'intervento, realizzato con pietre locali rustiche, quali il Giglio del Cugnan, il Rosso della Secca e la pietra di Torreano, venne premiato ottenendo il primo posto per l'arredo urbano al Concorso internazionale Marble Architectural Award di Carrara nel 1994. Di fronte all'ala destra di Palazzo Mainardi, invece, è presente una fontanella, progetto dell'architetto Paolo De Rocco, risalente al 1922, quando la sua funzione era l'approvvigionamento idrico delle famiglie cordovadesi. 
Il complesso ed il piazzale della Madonna, in particolare, sono stati fonte d'ispirazione letteraria per lo scrittore garibaldino Ippolito Nievo (1831-1861) ne "Confessioni di un italiano" (1867). 
Il ricordo di questi luoghi appare nel delirio dell'agonia dal Cordovadese Bruto Provedoni: 
(Ippolito Nievo, Confessioni di un italiano)

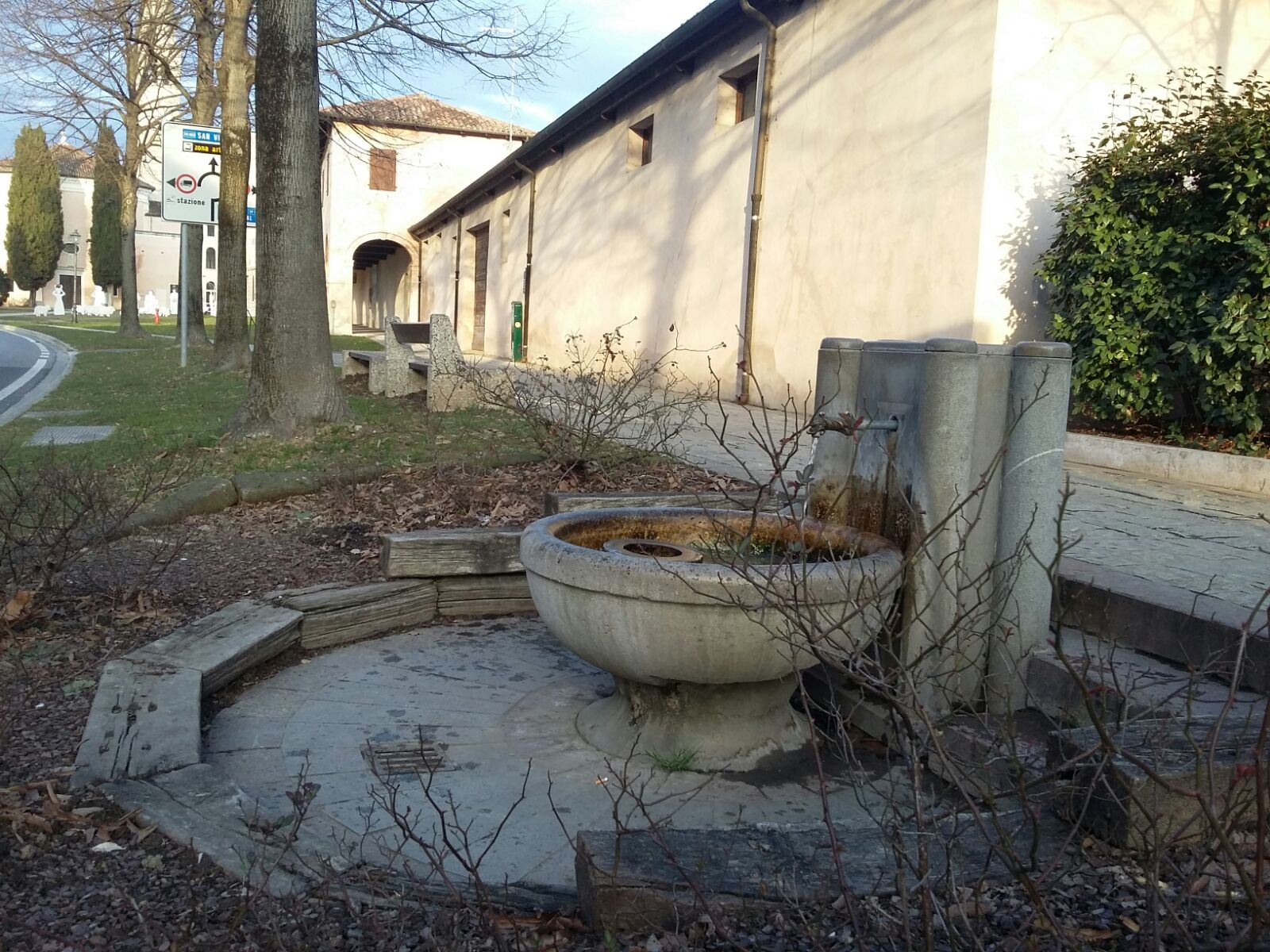
Tutt'oggi frequentata per l'approvvigionamento idrico familiare dai Cordovadesi

Nel Porticato esterno sono di notevole interesse due affreschi: La Madonna con bambino in gloria di Baldassar d'Anna e San Nicolò, di anonimo friulano del XVVIII secolo.
Sul retro di Palazzo Cecchini è presente la cosiddetta "arena estiva", area ad oggi adibita a spettacoli all'aperto e rievocazioni medievali. 

## Interni

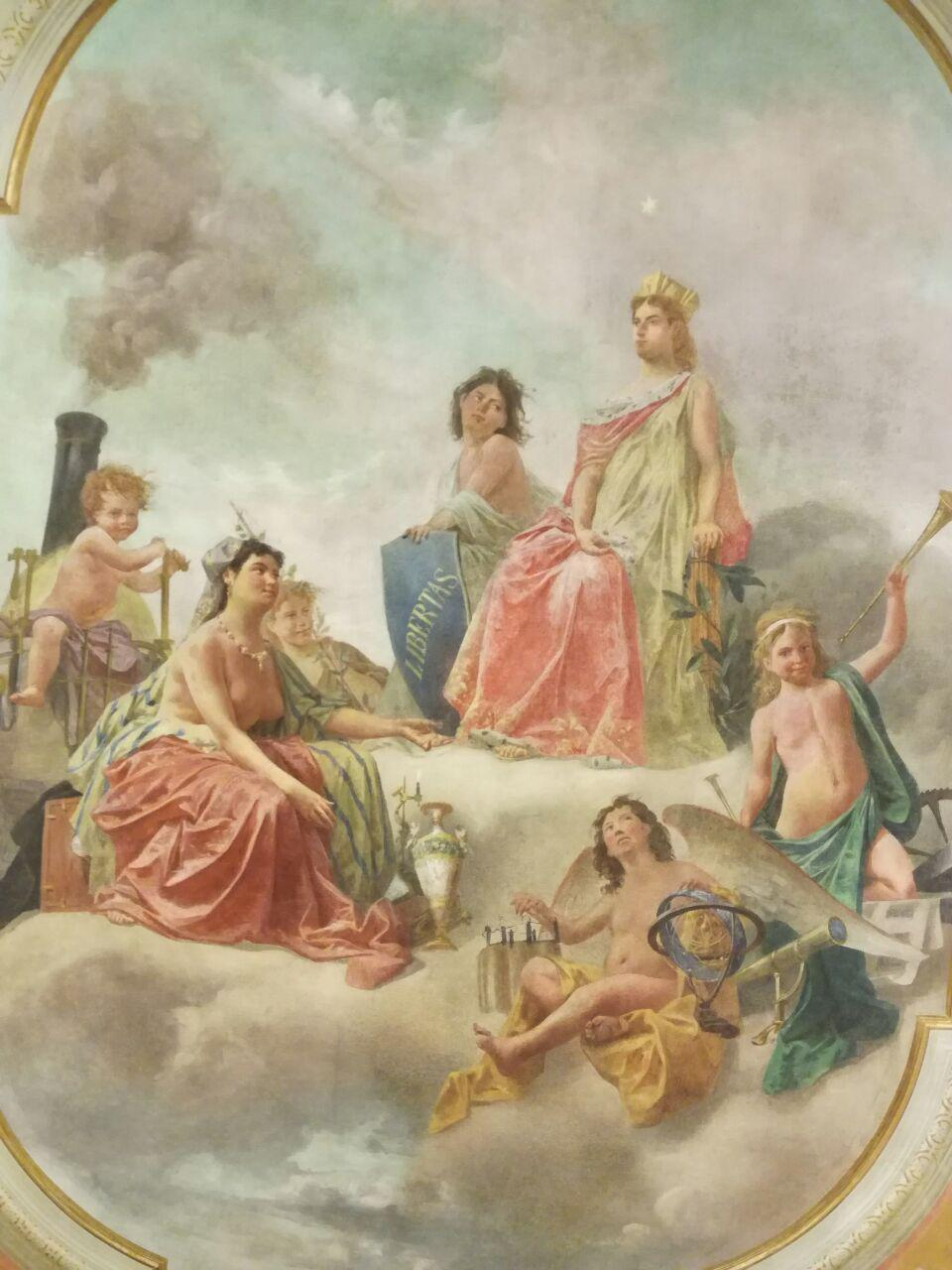
Allegoria patriottica presente all'interno di Palazzo Cecchini

I fregi presenti sul soffitto dell'atrio all'interno del Palazzo sono in stile pompeiano, stile diffuso nell'Ottocento e che è possibile notare in altre ville venete e friulane. I motivi ornamentali rappresentano elementi di origine animale (zoomorfici) e vegetale (fitomorfici), sia di fantasia che reali. Si possono notare inoltre finte nicchie marmoree dove sono raffigurate delle presenze femminili.
Nel salone centrale della struttura si ha l'Allegoria Patriottica. In quest'opera si nota al centro la donna rappresentante la Patria e, attorno a lei, le divinità profane, protettrici delle attività riguardanti ambito economico e culturale.
Lateralmente, vi è una stanza il cui soffitto è coperto da una decorazione "a tappezzeria" blu, su cui risaltano due Notturni, dipinti a tempera dentro una cornice esagonale.
Nel primo è rappresentato uno scorcio di Venezia, si possono osservare delle sagome di gondole sui canali, e le case riflesse sull'acqua. Si può supporre sia in atto una riccorrenza gioiosa. Nel secondo Notturno si nota sempre Venezia, tuttavia al lato sinistro si nota un arco in rovina, che determina nell'opera un effetto di staticità. Inoltre si contrappone e contrasta con le luci, l'atmosfera festosa e la folla presente nella parte destra. 

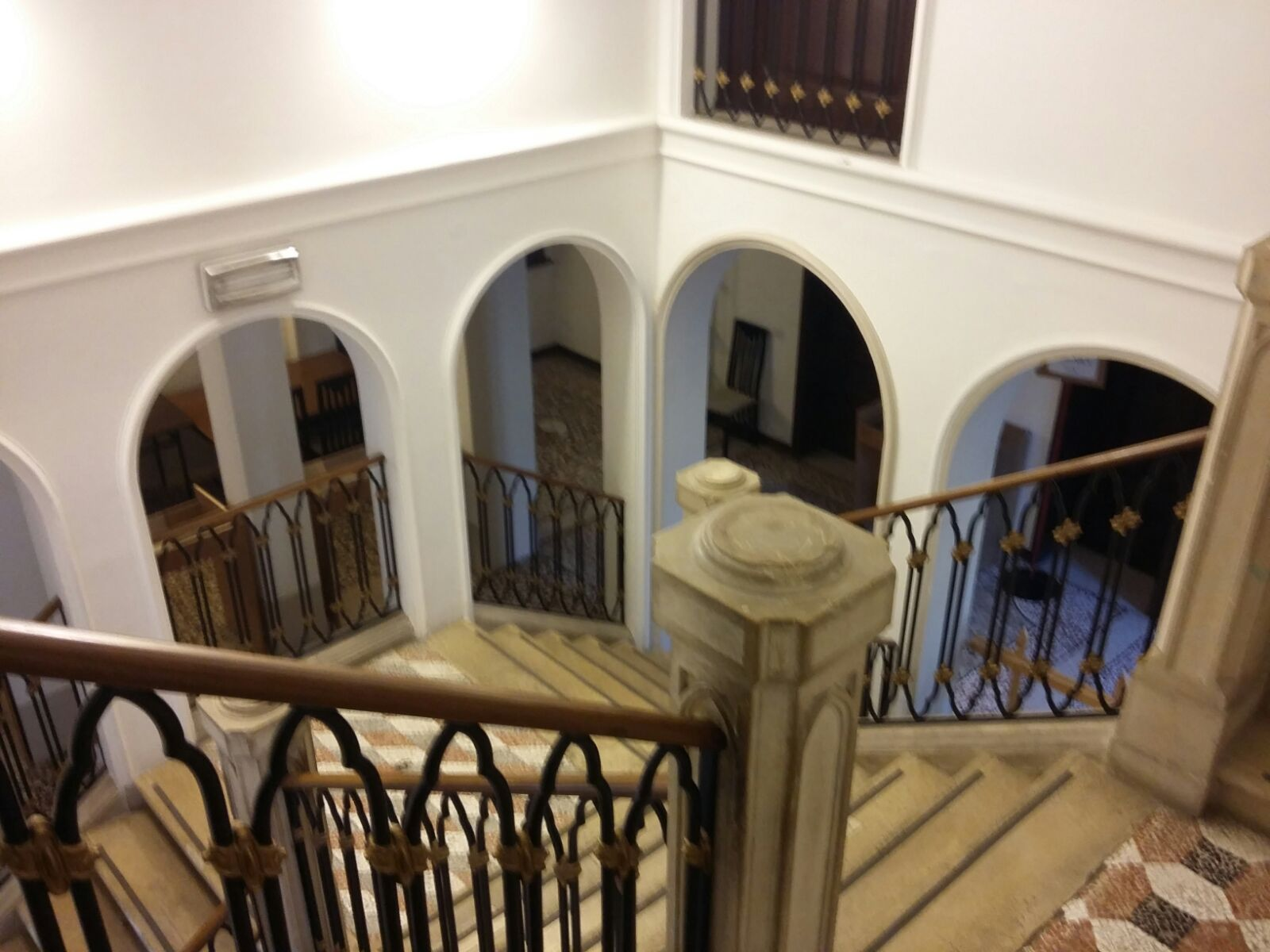
Interno Palazzo Cecchini

Lo stile di queste due opere ricorda molto Ippolito Caffi, artista particolarmente impegnato sul fronte politico e patriottico. Probabilmente l'autore era particolarmente vicino al Caffi, data la somiglianza nello stile, caratterizzato da un particolare uso di luci e colori.

## Presente di Palazzo Cecchini

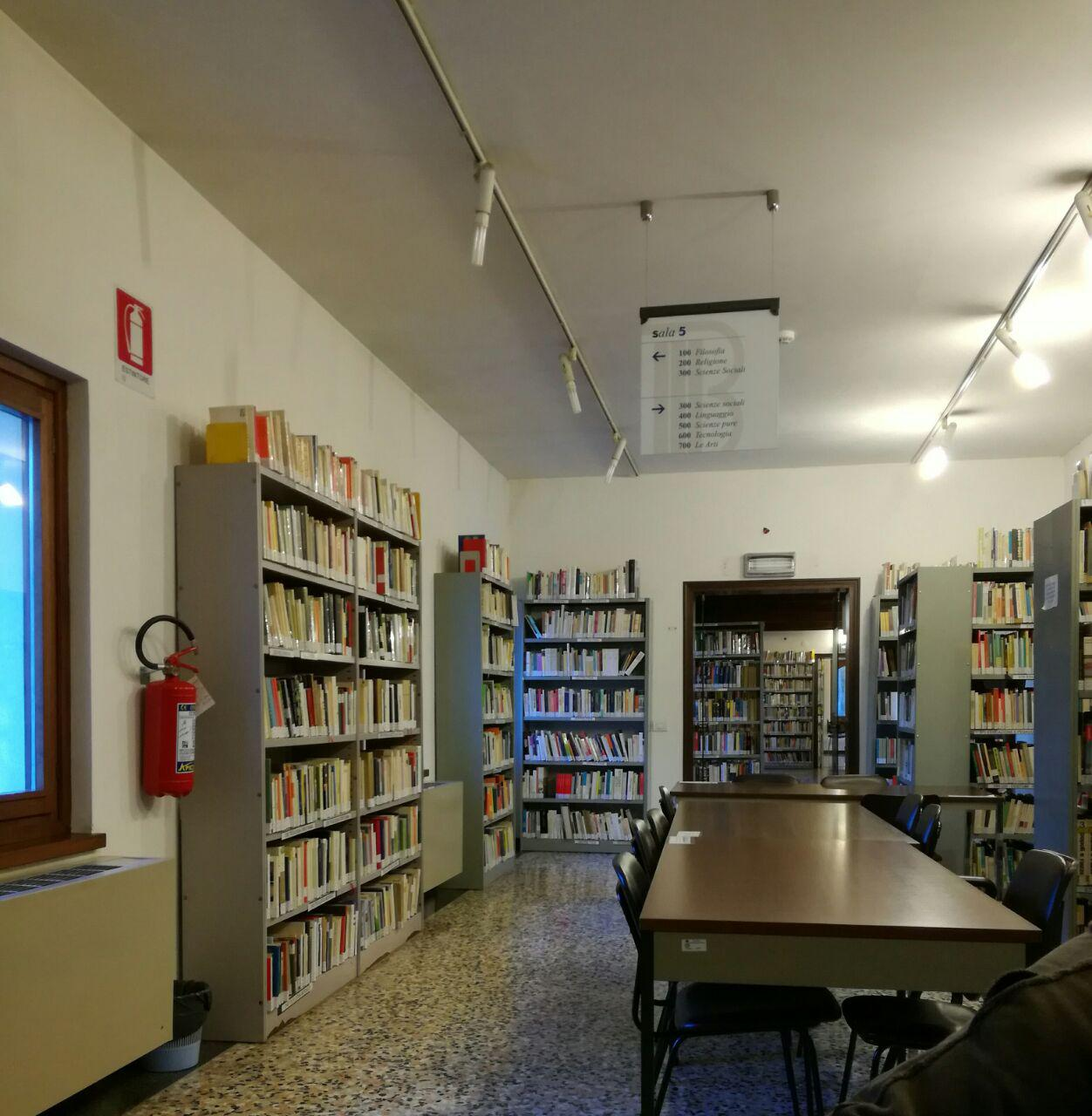
Una stanza del Palazzo Cecchini, uso biblioteca e sala lettura

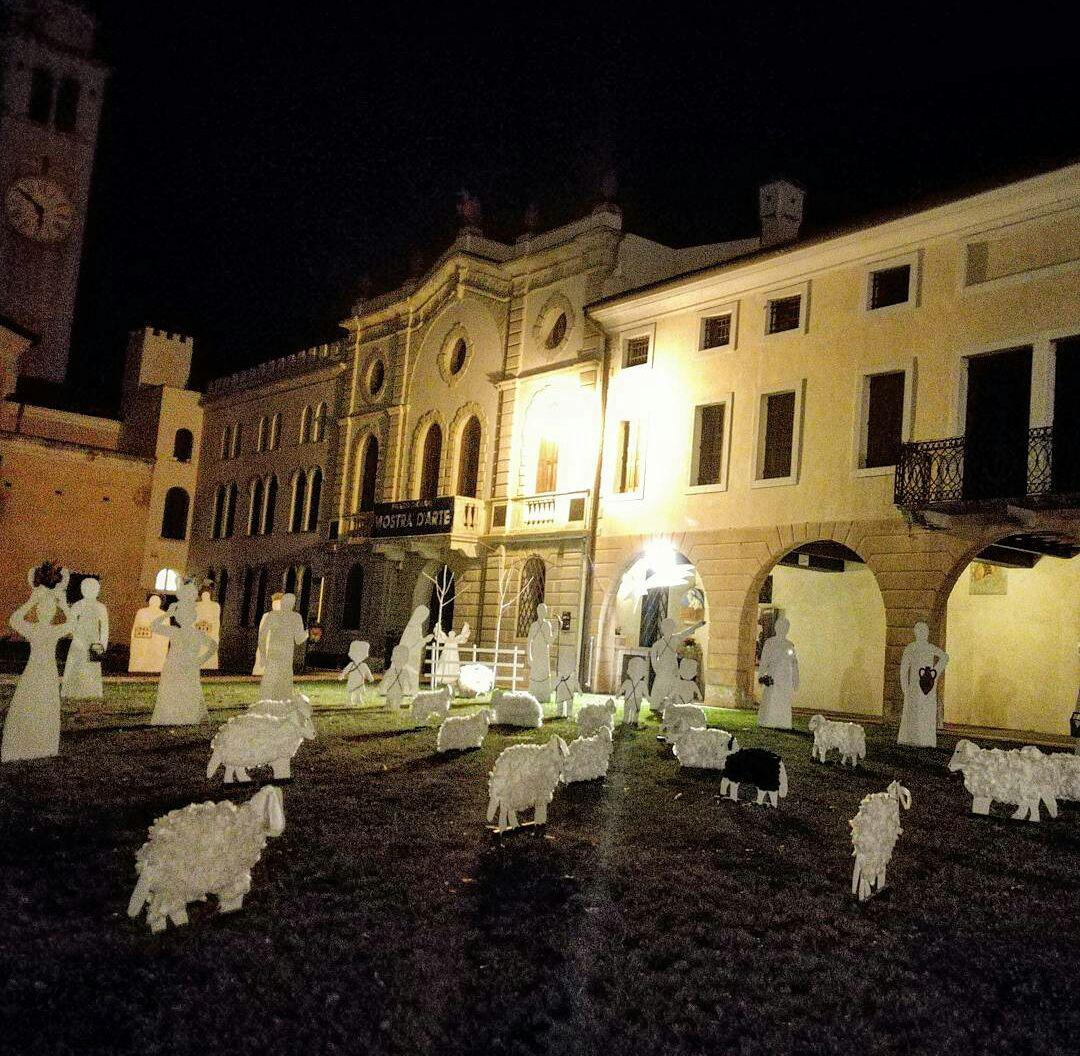
Esterno Palazzo Cecchini, atmosfera natalizia

Attualmente il palazzo Cecchini è sede di attività culturali e turistiche, gestita dal comune e dal Circolo Culturale "Gino Bozza" Onlus (Associazione culturale presente a Cordovado).
Al piano terra si trova la sede della Pro Cordovado, un'altra sala, i servizi e tre locali spesso adibiti a mostre, corsi e riunioni.
Il primo piano del palazzo Cecchini è stato adibito a biblioteca comunale nel 1970, per iniziativa dell'amministrazione comunale. Venne nominata "Gino Bozza", in onore dell'illustre scienziato nel campo dell'ingegneria, fisica e chimica, rettore del Politecnico di Milano, membro del Consiglio Superiore della Pubblica Istruzione e assessore del comune di Cordovado per 12 anni. Lo spazio risulta molto ampio, vi è un atrio dedicato all'accoglienza, un ufficio, diverse sale di lettura, di cui una per bambini, una dedicata alla Regione entro cui Cordovado è inserita (Friuli Venezia Giulia) e una in convenzione con l'UNICEF. Il patrimonio librario è di 28000 volumi e la biblioteca si colloca, a livello territoriale e regionale, ai primi posti per anzianità di fondazione, capitale librario, tipologia di servizi offerti al pubblico e disponibilità verso l'utenza.
Oltre alla biblioteca, è presente un auditorium con una capienza di cento posti a sedere. 

### Rievocazione storica e Palio dei Rioni
Di rilevante importanza e motivo di orgoglio per la cittadinanza è la "Rievocazione storica e Palio dei Rioni" organizzata dalla Pro Loco di Cordovado, in collaborazione con i rioni Borgo (costituita dagli abitanti del corso principale), Saccudello (che comprende la zona dal Santuario della Madonna verso Morsano), Suzzolins (che ingloba parte della provinciale per Teglio Veneto) e Villa-Belvedere (di cui fanno parte gli abitanti del centro storico e della vecchia Pieve). Questa manifestazione si ripete ogni anno nella località la prima domenica di settembre, con il fine di promuovere l'approfondimento del proprio passato, nel contesto storico friulano. Essa infatti permette di riscoprire le radici, le tradizioni, i costumi e i personaggi che caratterizzano il territorio di Cordovado. È ricca d'intrattenimenti, quali ad esempio l'allestimento del Mercato Medioevale, laboratori di mestieri antichi, spettacoli di sbandieratori e tamburi, danze medievali, presentazione di piatti tradizionali e molte altre attività di origine antica. In particolare, alcune attività vengono svolte all'interno di Palazzo Cecchini, come l'Accampamento Compagnia d’Arme Cavalieri di San Giovanni, il tiro con l'arco, giochi d'arme (laboratorio con i bambini allo scopo di conoscere le armi utilizzate nel periodo medioevale), la disputa del palio dei Rioni, ossia un'attività importante durante questa manifestazione in cui le diverse fazioni si sfidano, spettacoli di fuoco e la consegna del Palio annuale, al Rione vincitore.